# Aues Gonibov
Aues Muaedovich Gonibov (in russo Ауэс Муаедович Гонибов?; 3 marzo 2001) è un lottatore russo, specializzato nella lotta greco-romana.

## Biografia
Nel 2021 ha partecipato agli internazionali Dumitru Pirvulescu & Vasile Iorga, ottenendo la medaglia d'argento. Per due volte si è classificato al primo posto ai campionati nazionali russi U23 nel 2021 e nel 2022.
Ai mondiali di Belgrado 2023 ha conquistato la medaglia di bronzo nel torneo degli 82 kg. Data la squalifica della Federazione Russa, è stato autorizzato a gareggiatare nella competiizone sotto la bandiera neutrale e la denominazione Atleti Individuali Neutrali (AIN), assieme agli altri lottatori russi e bielorussi.

## Palmarès

### Per gli Atleti Individuali Neutrali (AIN)
- Mondiali

Belgrado 2023: bronzo nei 72 kg;